# Угорска Вес
Угорска Вес (словац. Uhorská Ves) — село, громада округу Ліптовський Мікулаш, Жилінський край, регіон Ліптов. Кадастрова площа громади — 4,45 км².
Населення 496 осіб (станом на 31 грудня 2018 року).

## Історія
Угорска Вес згадується 1230 року.

## Населення
| Рік:            | 1994. | 2004.   | 2014.   | 2024.    |
| --------------- | ----- | ------- | ------- | -------- |
| Кількість осіб: | 437   | 433     | 471     | 573      |
| Різниця:        |       | -0,91 % | +8,77 % | +21,65 % |

| Рік:            | 2023. | 2024.   |
| --------------- | ----- | ------- |
| Кількість осіб: | 576   | 573     |
| Різниця:        |       | -0,52 % |